# 清港镇
28°15′14″N 121°16′58″E / 28.25379°N 121.28280°E
清港镇，是中华人民共和国浙江省台州市玉环市下辖的一个镇。

## 沿革
清港镇位于楚门半岛西北部。北邻温岭市城南镇，东南接沙门镇，南连楚门镇，西靠乐清湾。辖地面积53.6平方千米，耕地面积1780亩，属半山区。清港镇地海港旧称“古港”，元代改称清港，有遗迹清港渡。明朝洪武十四年（1381年）设清港里。清朝光绪年间，设清港村。1934年，改为清港乡。1936年，改为清港镇。中华人民共和国成立后，沿用清港镇名。1991年3月，建立清港区。1992年5月，撒销清港区，将上湫、下湫、后排、袁家等村并入清港镇。

## 行政区划
清港镇下辖以下村级行政区划单位：
清南社区、清北社区、清港村、下湫村、上湫村、后排村、袁家村、双郏塘村、烧瓦村、塘头村、徐斗村、徐都村、扫帚山村、垟心村、夏岭村、鹤新村、坦浦村、王家村、翻身村、凡宏村、盐业村、凡海村、苔山村、下凡村、上凡村、上山村、垟根村、樟岙村、前赵村、芳斗村、茶头村、礁西村、西岙村、西林村、中赵村、前路村、朱家前村、柏台村、小路村、大雷头村、九支田村和东里村。

## 经济
清港镇是玉环文旦的主要产区。

## 文化
当地有苔山寨城遗址，郑成功部将阮禄曾在此占山修筑城墙。当地每年二月十九，举行清港镇庙会。其源于清港娘娘宫寿日，始于农历二月十五，止于农历二月十九。庙会每年一度，每三年举行一次娘娘巡游活动。

## 图库

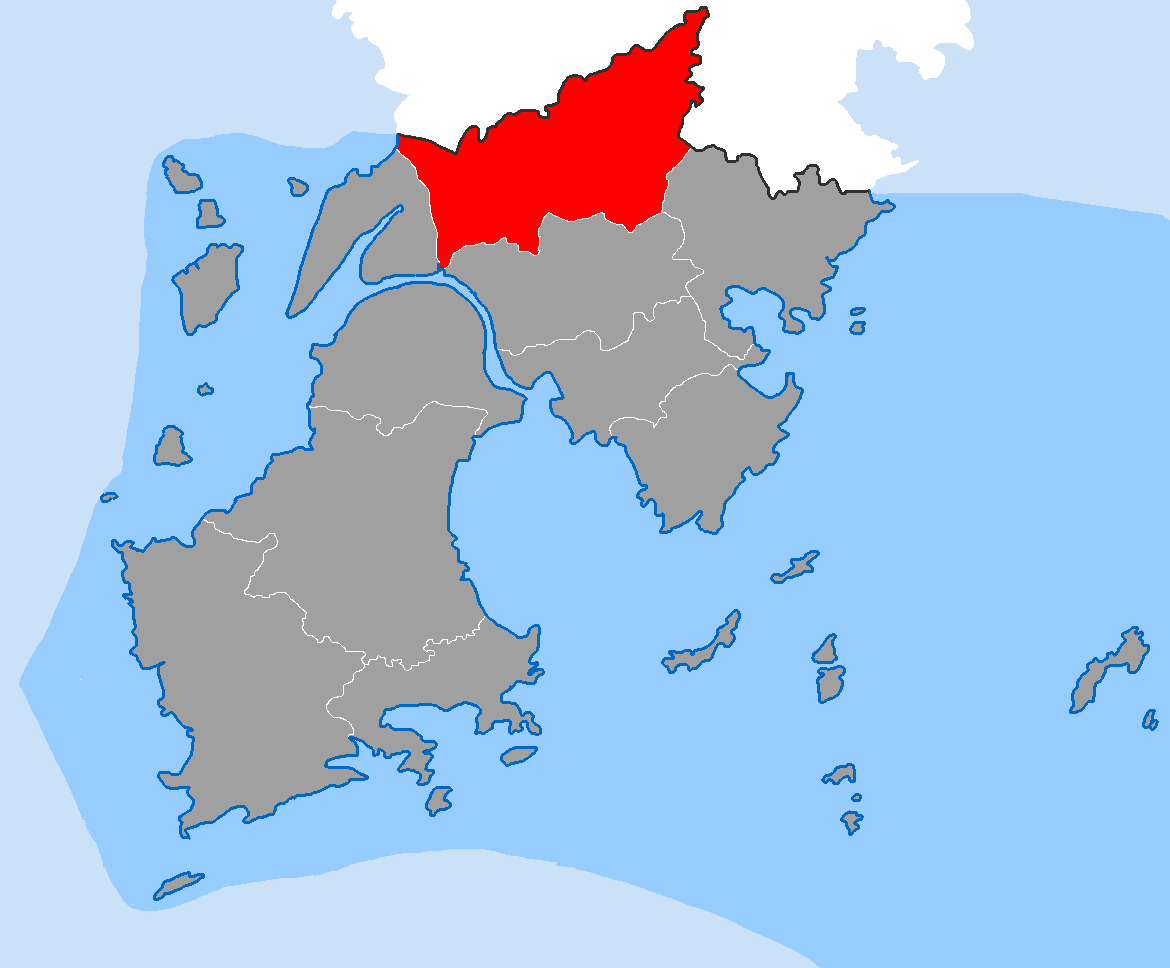
清港镇所在玉环位置
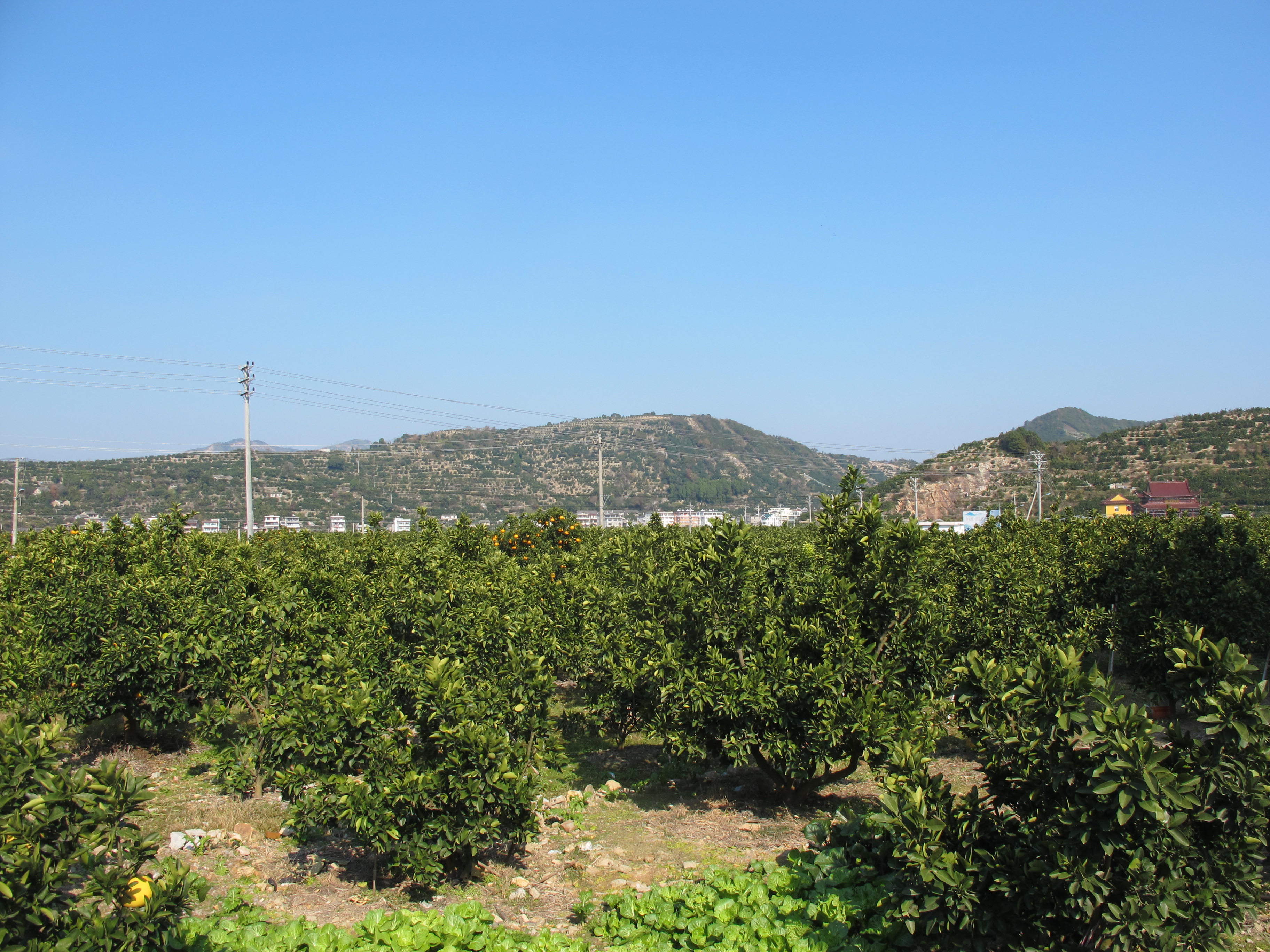
垟根村的文旦园
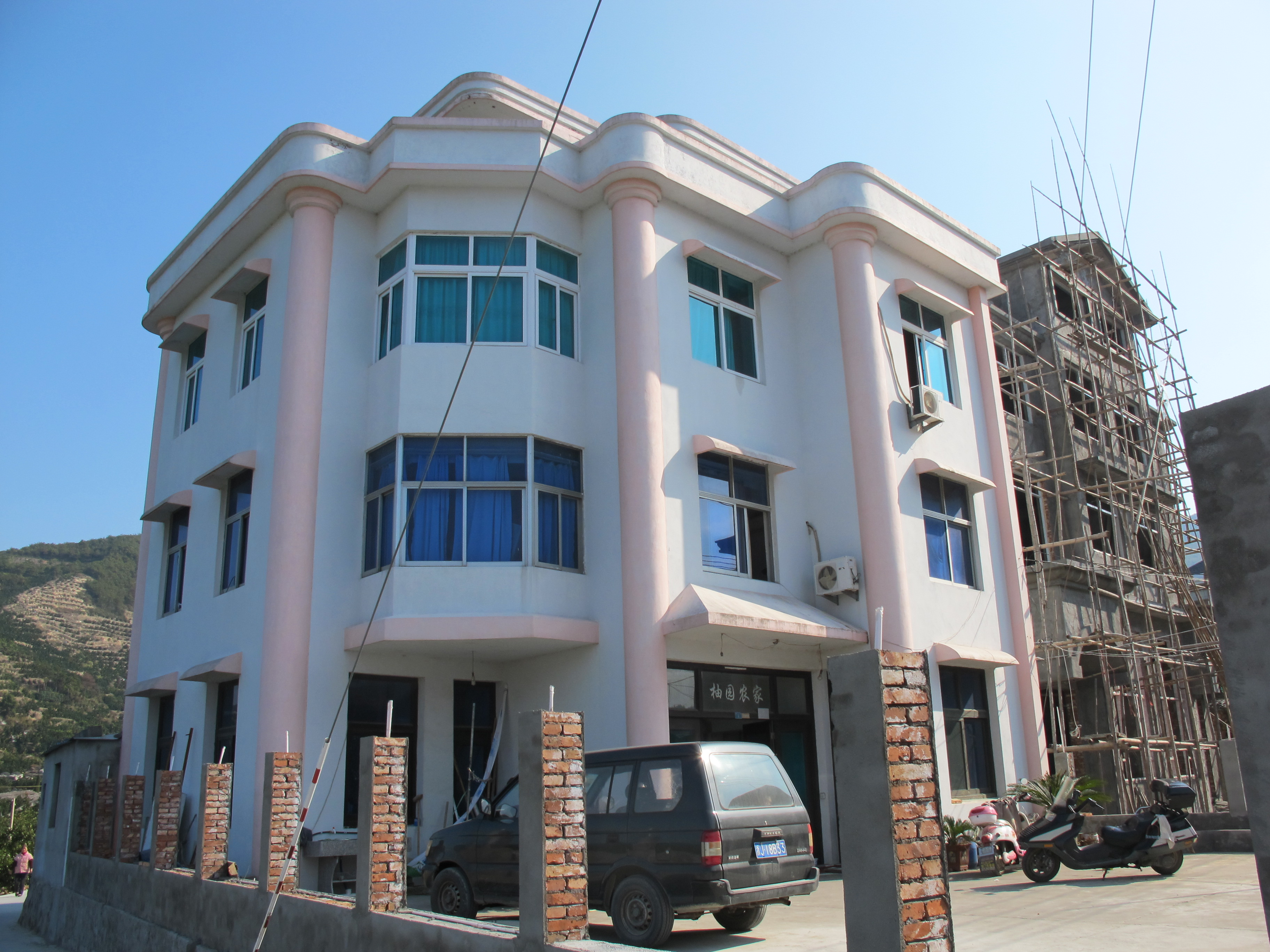
垟根村的民房
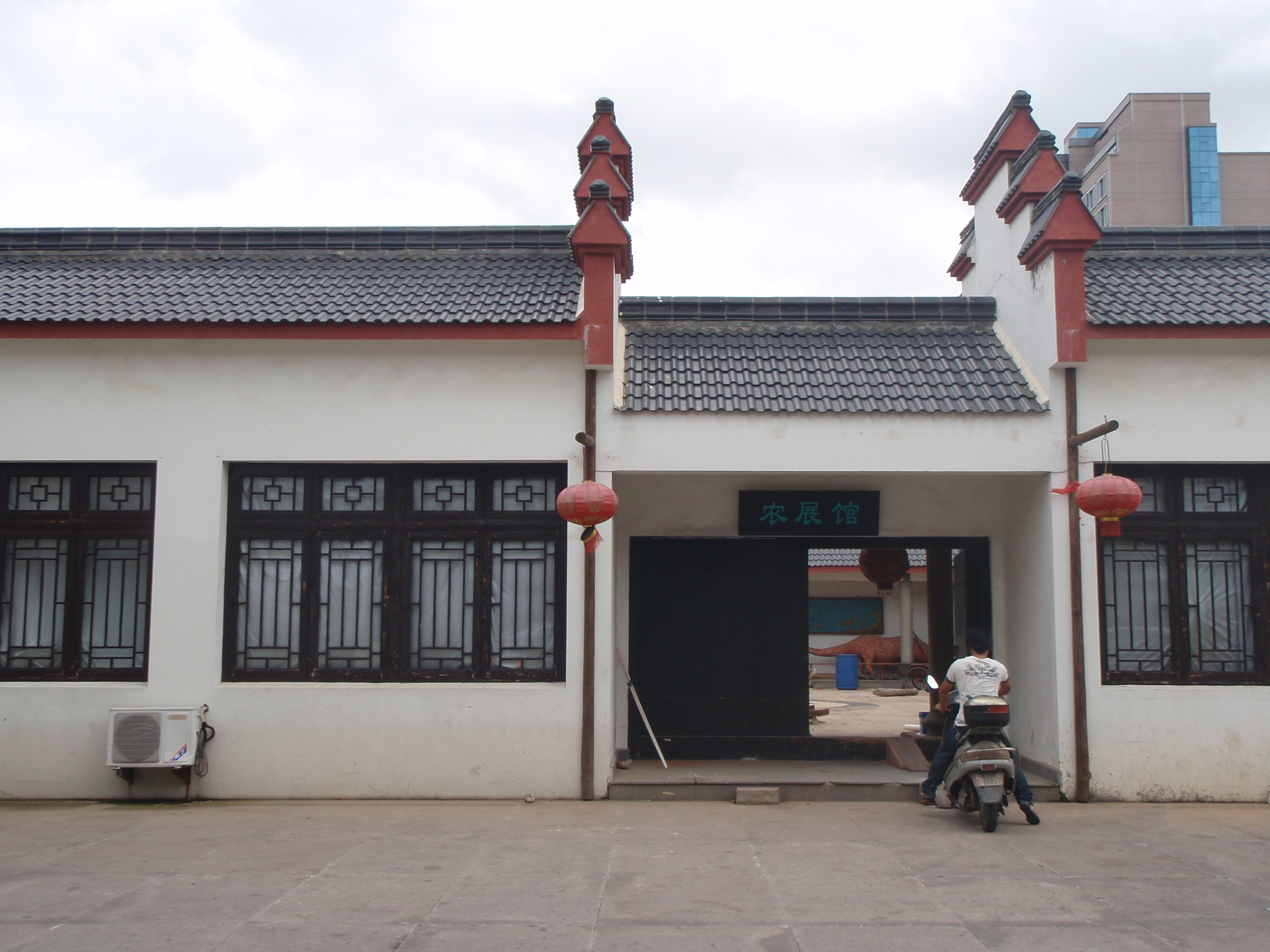
玉环漩门湾观光农业园的农展馆
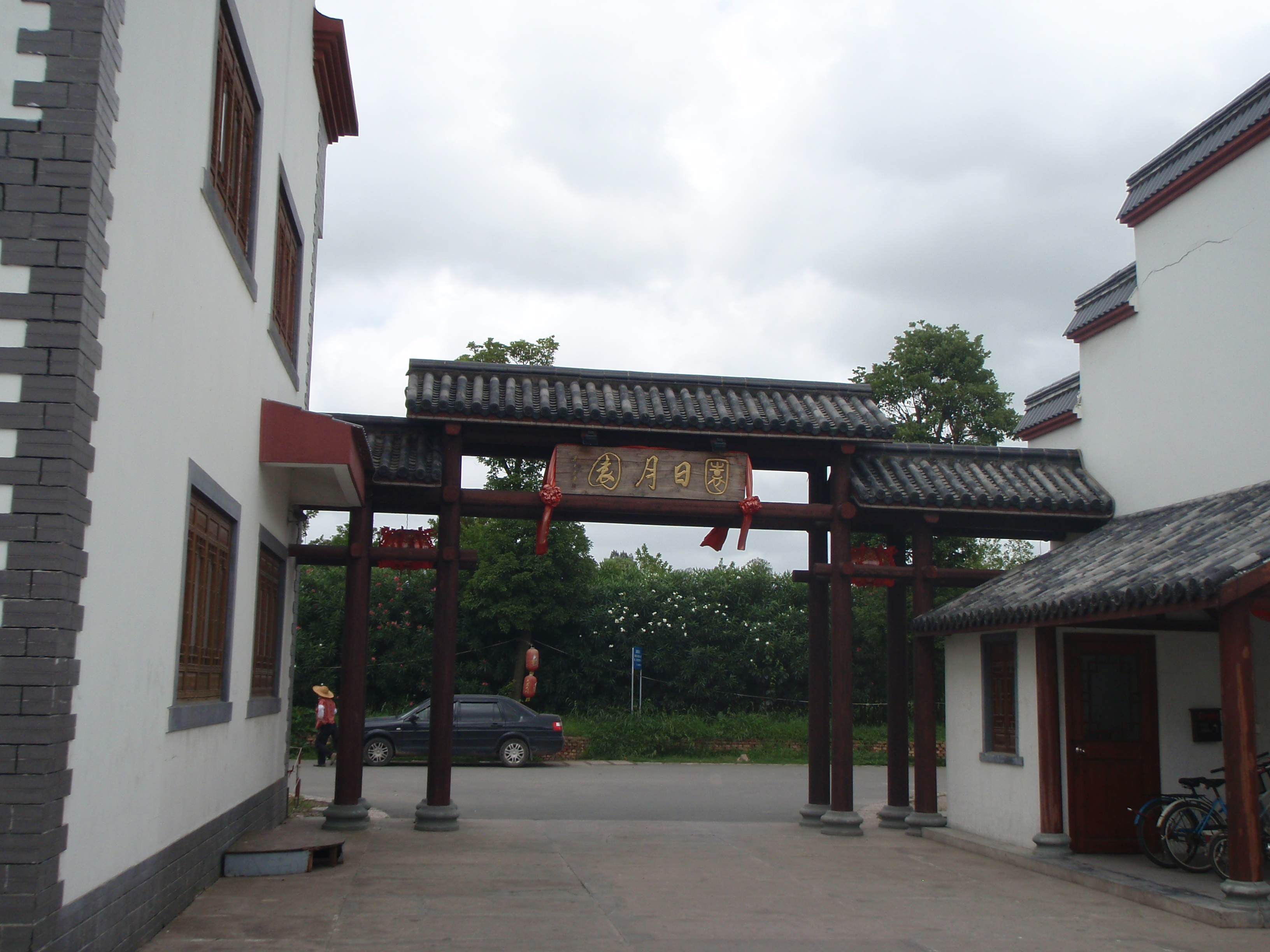
玉环观光农业园内的日月园酒店大门
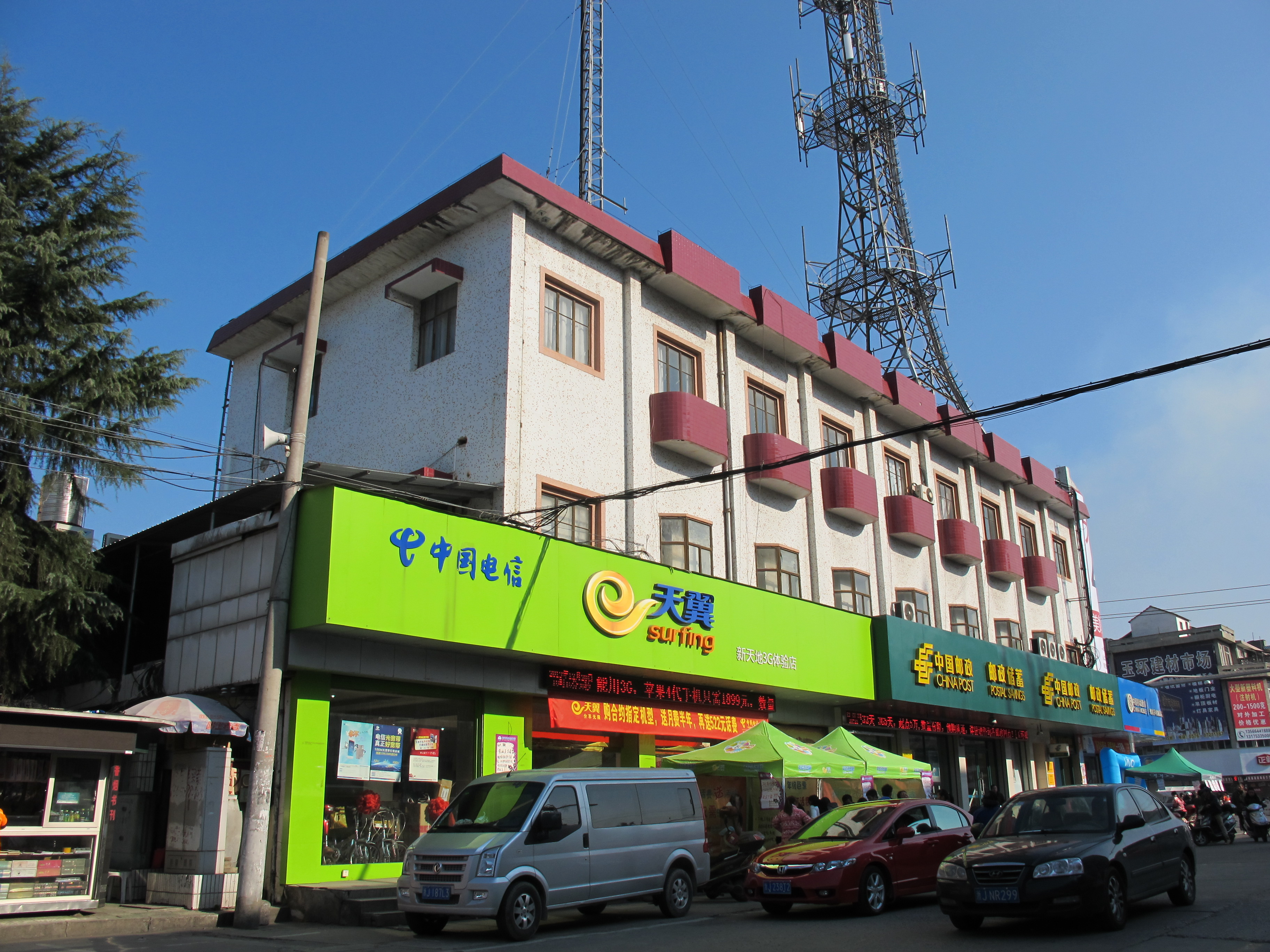
清港电信局
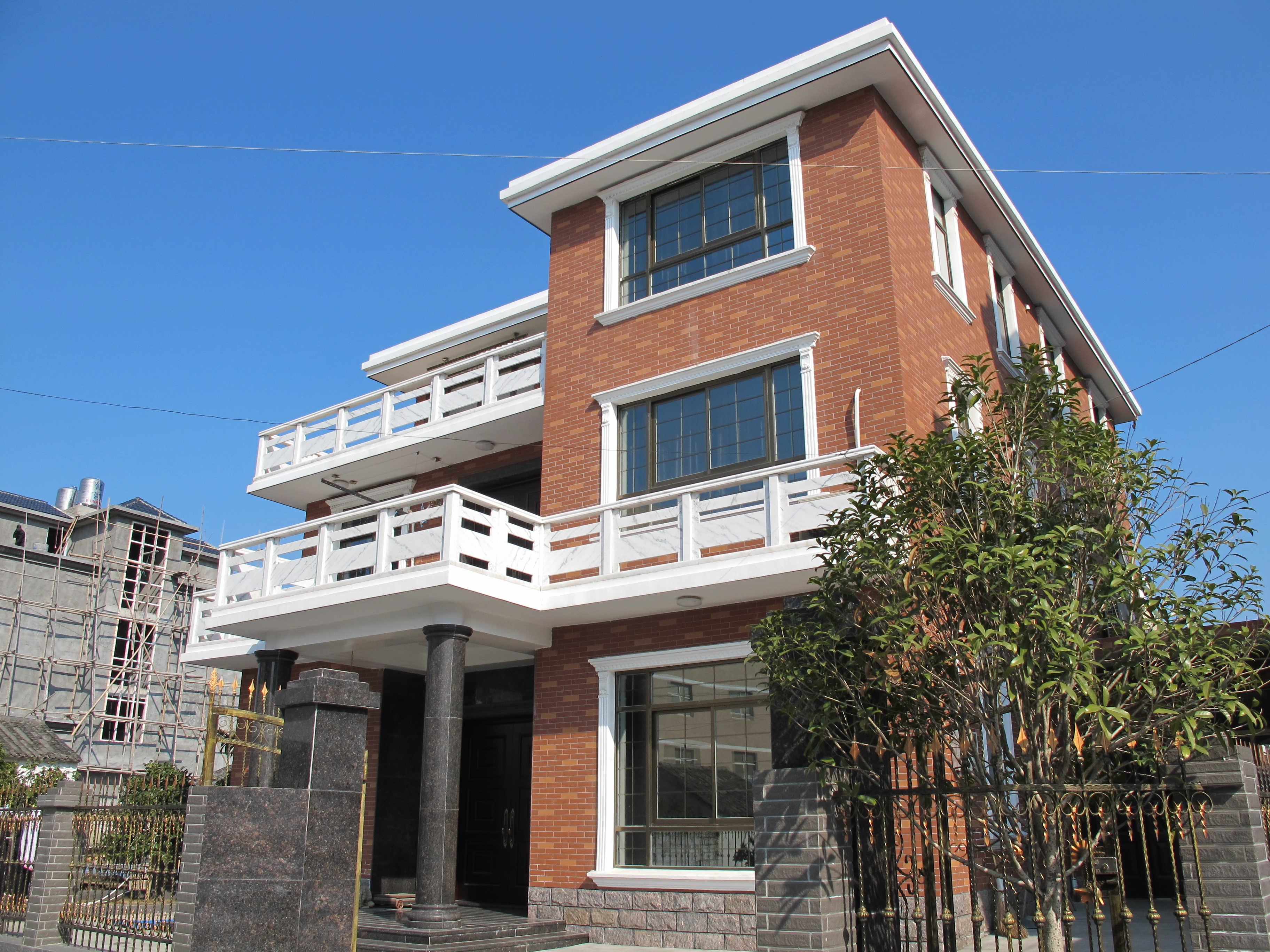
垟根村的民房
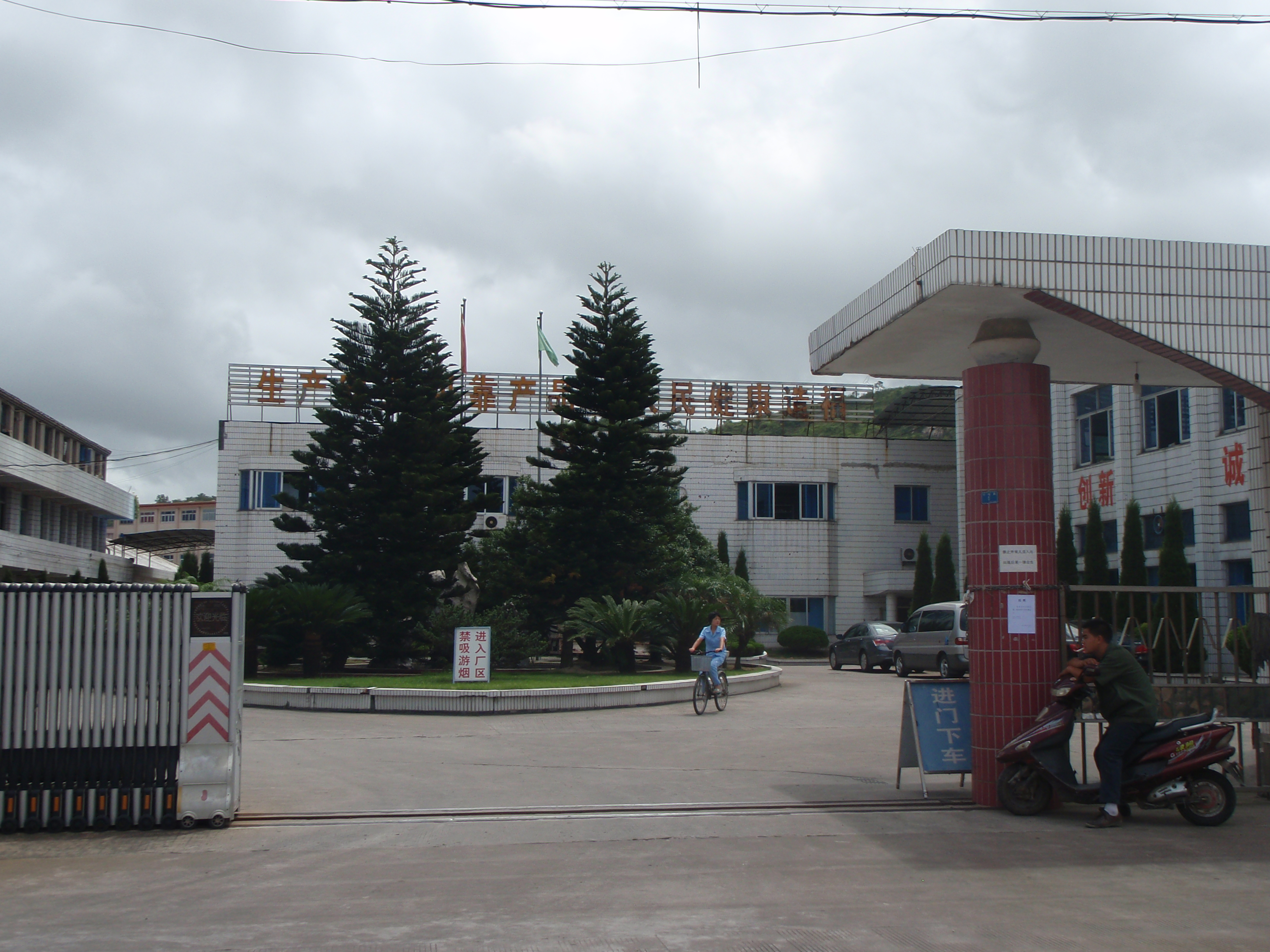
浙江京环医疗用品有限公司